# Charles Francis McLaughlin
Charles Francis McLaughlin (ur. 19 czerwca 1887, zm. 5 lutego 1976) – amerykański polityk i prawnik związany z Partią Demokratyczną.
W latach 1935–1943 przez cztery dwuletnie kadencje Kongresu Stanów Zjednoczonych był przedstawicielem drugiego okręgu wyborczego w stanie Nebraska w Izbie Reprezentantów Stanów Zjednoczonych.